# Fabián Taborda
Fabián Felipe Taborda (* 19. September 1978) ist ein kolumbianischer Fußballtrainer, der mit der kolumbianischen Fußballnationalmannschaft der Frauen an der Weltmeisterschaft 2015 teilnahm.

## Karriere
Taborda war zunächst als Sportlehrer tätig und betreute die kolumbianische U-17-Nationalmannschaft der Juniorinnen, die er 2012 und 2014 zu Fußball-Weltmeisterschaften führte.
Im Juli 2014 übernahm er die kolumbianische A-Nationalmannschaft und führte diese bei der Südamerikameisterschaft 2014 zu einem zweiten Platz hinter Brasilien, was zudem die Qualifikation zur Fußball-Weltmeisterschaft 2015 bedeutete. Dort erreichte er mit seiner Mannschaft das erstmals ausgespielte Achtelfinale, das mit 0:2 gegen die Vereinigten Staaten verloren ging.